# مانفريد فورنر
مانفريد فورنر (24 سبتمبر 1934 - 13 أغسطس 1994) هو كان سياسي ودبلوماسي ألماني، شغل منصب وزير دفاع ألمانيا الغربية في الفترة من 1982 حتى 1988 ثم شغل منصب الأمين العام لحلف الناتو في الفترة من 1988 حتى 1994. شهدت فترته نهاية الحرب الباردة وإعادة توحيد ألمانيا.